# Le Diable géant ou le Miracle de la madonne
Le Diable géant ou le Miracle de la madonne je francouzský němý film z roku 1901. Režisérem je Georges Méliès (1861–1938). Film trvá zhruba jednu minutu.

## Děj
Romeo zahraje Julii svou romanci, políbí ji na ruku a odejde oknem, přes které je vidět výhled na benátský Canal Grande. Poté, co pomalu sestoupí dolů, se v pokoji objeví ďábel, který Julii uvězní a vyděsí svým zvětšením. V místnosti ožije socha Madony, která pomocí ratolesti nechá ďábla zmenšit a následně zmizet. Na samý konec přispěchá na místo Romeo, který uslyšel Juliino volání o pomoc, aby ji radostí, že ji neztratil, objal.